# Amtsgericht Bad Schandau
Das Amtsgericht Schandau (ab 1920: Amtsgericht Bad Schandau) war ein Gericht der ordentlichen Gerichtsbarkeit und ein Amtsgericht in Sachsen mit Sitz in Schandau.

## Geschichte
In Schandau bestand bis 1879 das Gerichtsamt Schandau als Eingangsgericht. Im Rahmen der Reichsjustizgesetze wurden 1879 im Königreich Sachsen die Gerichtsämter aufgehoben und Amtsgerichte, darunter das Amtsgericht Schandau, geschaffen. Der Gerichtssprengel umfasste Schandau, Altendorf, Goßdorf, Hohnstein, Kleingießhübel, Krippen, Lichtenhain mit Wasserfall und Kuhstallgebäuden, Mittelndorf, Ostrau mit Kirnitzschgrund und Steinbrecherhäusern, Porschdorf mit der Pläne, Postelwitz, Prossen, Rathmannsdorf mit Pläne, Reinhardtsdorf mit Grundhäusern, Krippenberg, Neue Sorge und Reinhardtsdorf im Krippengrunde, Schmilka mit Winterbergsrestauration, Schöna mit Elbhäusern und Schiebmühle, Waitzdorf, Waltersdorf bei Schandau mit Seltnitz und Waltersdorf an Prossen, Wendischfähre und den Hohnsteiner, Mittelndorfer, Postelwitzer und Reinhardtsdorfer Forstrevieren. Das Amtsgericht Bad Schandau war eines von 14 Amtsgerichten im Bezirk des Landgerichtes Dresden. Der Amtsgerichtsbezirk umfasste danach 22.502 Einwohner. Das Gericht hatte damals zwei Richterstellen und war ein mittelgroßes Amtsgericht im Landgerichtsbezirk.
Kriegsbedingt wurde zum 21. Juni 1943 das Amtsgericht Bad Schandau zum Zweiggericht des Amtsgerichts Pirna. Nachdem das Amtsgericht Bad Schandau 1951 endgültig aufgehoben wurde, gingen auch die verbliebenen Aufgaben auf das Amtsgericht Pirna über.

## Gerichtsgebäude

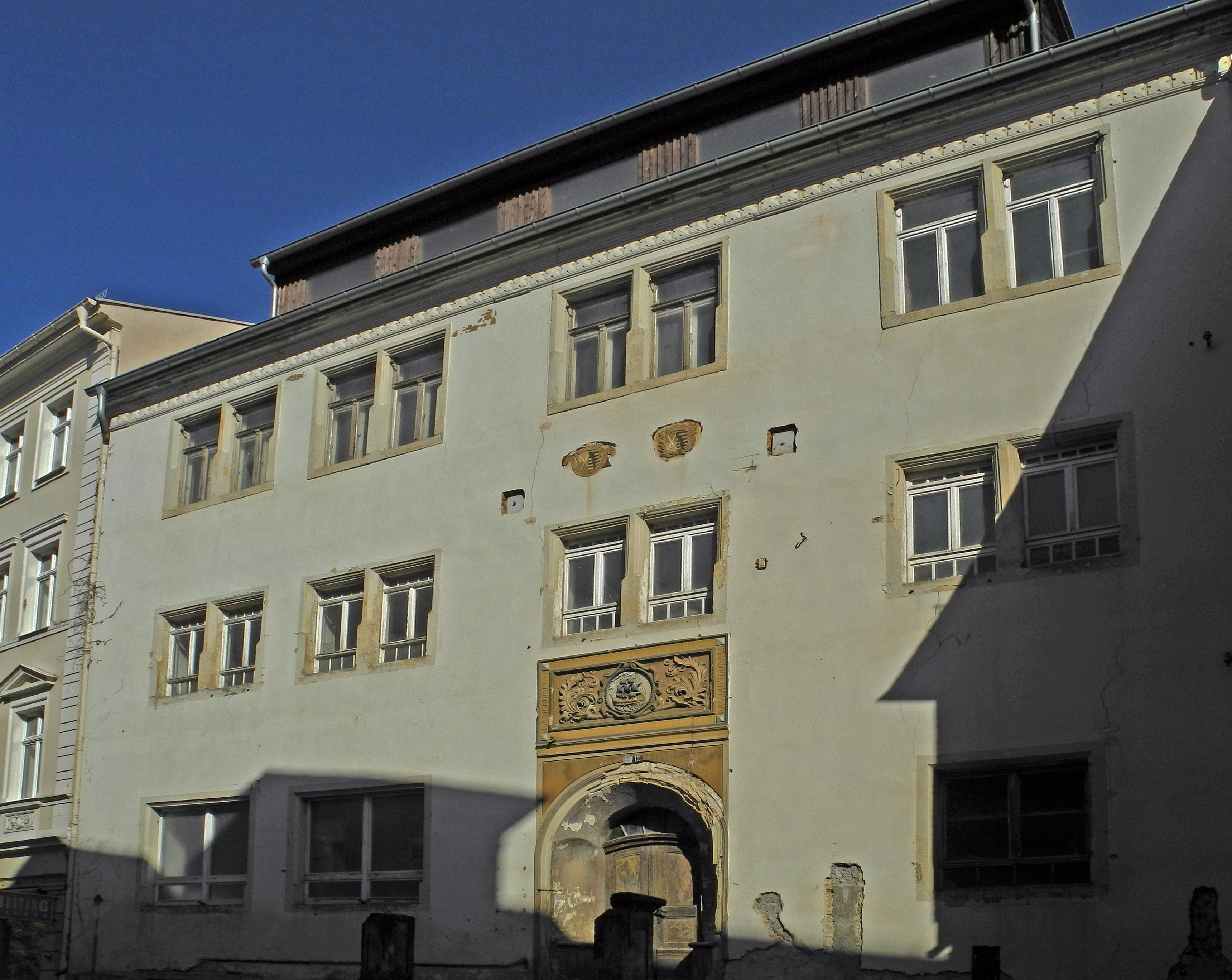
Ehem. Gerichtsgebäude

Das Amtsgericht nutzte das aus der ersten Hälfte des 16. Jahrhunderts stammende Alte Stadthaus als Gerichtsgebäude (Poststraße 12). Das ehemalige Amtsgericht, mit flachen Anbauten und frei stehendem Gefängnis steht aufgrund seiner baugeschichtlichen, hausgeschichtlichen und ortsgeschichtlichen Bedeutung unter Denkmalschutz.